# 城戸健一
城戸健一（きど けんいち、1926年（大正15年）4月15日 - 2015年（平成27年）10月7日）は、日本の学者。専門は建築音響工学・電気音響工学・音声情報処理・情報工学。

## 略歴
1926年4月15日生まれ。1948年3月、東北帝国大学工学部電気工学科卒業。同年4月、東北大学に奉職。1956年3月、同大学工学部助教授。1961年3月、工学博士（東北大学）。1962年4月、東北大学電気通信研究所教授。1976年4月、同大学応用情報科学研究センター長。1990年4月、同大学名誉教授、千葉工業大学教授・音響情報研究所所長。1994年5月、オンテックR&D代表取締役会長。2007年11月、瑞宝中綬章受章。2015年10月7日、89歳で死去。
1983年5月から1985年まで、日本音響学会会長を務めた。
指導学生に小野寺正など。